# Propleopinae
Sous-famille
Les Propleopinae constituent une sous-famille de marsupiaux, aujourd'hui disparue, appartenant à la famille des Hypsiprymnodontidae. Les Propleopinae ont vécu du Miocène supérieur jusqu'à la fin du Pléistocène, soit il y a environ entre 11,6 à 0,012 Ma (millions d'années).

## Genres
La sous-famille contient trois genres :
- † Propleopus ;
- † Ekaltadeta ;
- † Jackmahoneyi.